# 平羅島
平羅島（へらしま）は、広島県の下大崎群島の無人島。

## 概要
広島県呉市（旧：豊田郡豊町）に属する。大崎下島の東沖合い約0.9kmに位置し、大崎下島との間に平羅橋が、東の中ノ島との間に中の瀬戸大橋が架かっている。柑橘園があり、出作が行われている。定期船等はない。